# Ennio Flaiano
Ennio Flaiano (Pescara, 5 de março de 1910 — Roma, 20 de novembro de 1972) foi um roteirista, dramaturgo, romancista, jornalista e crítico de teatro italiano. Mais conhecido por seu trabalho com Federico Fellini, Flaiano co-escreveu dez roteiros com o diretor italiano, incluindo La Strada (1954), La Dolce Vita (1960) e 8½ .

## Citações
- A castidade é a miragem de pessoas obscenas.
- Fiquei tão chateado que não consegui dormir a tarde inteira.
- Se os povos se conhecessem melhor, eles se odiariam mais.
- Daqui a trinta anos a Itália não será como seus governos pretendiam, mas como sua TV ditou.
- Na Itália, os fascistas se dividem em duas categorias: fascistas e antifascistas.[2]
- O remorso vinha depois em minhas histórias de amor; agora vai antes de mim.
- Os italianos estão sempre prontos para correr em socorro dos vencedores.
- A Itália é o país onde a linha mais curta entre dois pontos é um arabesco.

## Filmografia
Flaiano foi um roteirista de sucesso e colaborou em vários filmes notáveis, incluindo Roma città libera (1946), Guardie e ladri (1951), La romana (1954), Peccato che sia una canaglia (1955), La notte (1961), Fantasmi a Roma (1961), La decima vittima (1965) e La cagna (1972). 
Com Tullio Pinelli , escreveu os roteiros de dez filmes de Federico Fellini: Variety Lights (1950), Lo sceicco bianco (1952), I vitelloni (1953), La strada (1954), Il bidone (1955), Noites de Cabiria (1957), La dolce vita (1960), Boccaccio '70 (1962; episódio Le tentazioni del dott. Antonio ), 8½ (1963) e Giulietta degli spiriti  (1965).